# Okręg Vâlcea
Vâlcea (dawniej Vîlcea) – okręg w południowo-zachodniej Rumunii (Wołoszczyzna), ze stolicą w mieście Râmnicu Vâlcea. Pod względem administracyjnym dzieli się na 2 gminy miejskie, 9 miast i 78 gmin. W 2011 roku liczył 371 714 mieszkańców. Okręg ma powierzchnię 5765 km², a w 2011 roku gęstość zaludnienia wynosiła 64,5 osób/km².

## Struktura narodowościowa
Według spisu ludności z roku 2011 okręg Vâlcea zamieszkiwały następujące narodowości:
- Rumuni - 93,6%
- Romowie - 1,9%
- Węgrzy - 0,056%
- Niemcy - 0,017%
- Turcy - 0,011%
- Włosi - 0,008%
- Ukraińcy - 0,003%
- Grecy - 0,002%
- Żydzi - 0,002%
- Rosjanie - 0,002%

## Podział terytorialny

### Gminy miejskie
- Drăgășani
- Râmnicu Vâlcea

### Miasta
- Băbeni
- Bălcești
- Băile Govora
- Băile Olănești
- Berbești
- Brezoi
- Călimănești-Căciulata
- Horezu
- Ocnele Mari

### Gminy
- Alunu
- Amărăști
- Bărbătești
- Berislăvești
- Boișoara
- Budești
- Bujoreni
- Bunești
- Câineni
- Cernișoara
- Copăceni
- Costești
- Crețeni
- Dăești
- Dănicei
- Diculești
- Drăgoești
- Fârtățești
- Făurești
- Frâncești
- Galicea
- Ghioroiu
- Glăvile
- Golești
- Grădiștea
- Gușoeni
- Ionești
- Lăcusteni
- Lădești
- Laloșu
- Lăpușata
- Livezi
- Lungești
- Măciuca
- Mădulari
- Malaia
- Măldărești
- Mateești
- Mihăești
- Milcoiu
- Mitrofani
- Muereasca
- Nicolae Bălcescu
- Olanu
- Orlești
- Oteșani
- Păușești
- Păușești-Măglași
- Perișani
- Pesceana
- Pietrari
- Popești
- Prundeni
- Racovița
- Roești
- Roșiile
- Runcu
- Sălătrucel
- Scundu
- Sinești
- Șirineasa
- Slătioara
- Stănești
- Ștefănești
- Stoenești
- Stoilești
- Stroești
- Șușani
- Sutești
- Tetoiu
- Titești
- Tomșani
- Vaideeni
- Valea Mare
- Vlădești
- Voicești
- Voineasa
- Zătreni